# Ойнонен, Отто Андреевич
Отто Андреевич Ойнонен (литературный псевдоним — Ликка Каре) (27 ноября 1898, Пиелисъярви, Куопиоская губерния — 11 сентября 1937, Петрозаводск) — финноязычный советский писатель.

## Биография
Родился в Пиелисярви (Финляндия) в семье фермера. Работал в сельском, лесном хозяйстве, на сплаве.
Зимой 1918 года О. Ойнонен переехал в Советскую Россию.
Работал на строительстве Мурманской железной дороги.
В 1920—1922 гг. был курсантом Петроградской интернациональной школы.
В 1923 г. вернулся в Финляндию, где осужден по обвинению в подготовке государственного переворота на год тюрьмы.
В 1924—1925 гг. проживал в Карельской АССР. В 1925 г. вернулся в Финляндию, стал редактором газеты «Tiedonantaja» и секретарем Союза пролетарских писателей Финляндии.
Перевел на финский язык произведения Л. Сейфуллиной, Ф. Гладкова, В. Каверина.
В 1929 году отдельным изданием вышел его роман о финском рабочем движении «Tienhaarassa» («На распутье»), изданный рабочим изданием в Финляндии в 1930 г. В 1930 г. Ойнонен снова арестован и осужден на пять лет, находился в Таммисаарской тюрьме, откуда переведен в концлагерь Сукева, из него в 1934 году бежал, смог перейти границу и вернуться в СССР Работал в отделе художественной литературы Карельского радио.
В 1935 году О. Ойнонен выполнял обязанности главного редактора журнала «Rintama» («Фронт») в Петрозаводске. Публиковал отрывки из романа о тюремной жизни «Kahleissa ja karkurina», работал над романом «Дело профессора Попова», публиковал в газетах статьи, театральные рецензии.
Арестован 6 июля 1937 г. Осужден Особой тройкой НКВД Карельской АССР от 8 сентября 1937 г. по статье 58-6-10 УК РСФСР.
Расстрелян 11 сентября 1937 г. в окрестностях г. Петрозаводска
Реабилитирован в 1963 г.